# 一期一振
一期一振（いちごひとふり）は、鎌倉時代中期に作られたとされる日本刀（太刀）。御物であり、宮内庁侍従職が管理する。享保名物帳焼失之部に記載される名物である。

## 概要
粟田口吉光は鎌倉時代中期の山城国で活躍した刀工であり、彼の作る日本刀は、正宗や郷義弘とともに名物三作として古来から珍重されている。彼の作品は短刀ばかりで、太刀はこの一振しか作らなかったとされているため「一期一振」と細川幽斎が名付けたとされている。ただし、本阿弥光徳は正真として扱い、本阿弥光刹はそうでないとする意見に分かれる。福永はこれを銘が大きすぎることが原因としており、唯一の太刀であるため比較ができないとの考えを述べている。名前の意味は一生のうちでの傑作もしくは注力した作品を示す。
伝来は越前の朝倉家に伝来したとされる説、堺から本阿弥祐徳が銀30枚で購入したものを豊臣秀吉が金10枚で取り上げたとされる説、1590年(天正18年)に毛利家から赤銅の金具と総桐の紋の付いた拵と共に献上されたとする三つの説に刀剣研究家の福永酔剣は触れている。『豊臣家御腰物帳』には豊臣家が所有した名刀が一之箱から七之箱までに分けられて記載されているが、一期一振は筆頭の「一之箱」に収められ、そのうちでも骨喰藤四郎に次いで2番目に記載されている。また、目貫（めぬき）と笄（こうがい、結髪用具）は後藤祐乗が制作したものに取り換えられた。
大坂夏の陣により大坂城が落城した際に焼身となったため、初代越前康継（下坂康継）により再刃された。この時元々二尺八寸三分だったものを二尺二寸三分に磨り上げ、銘を額銘に変更したことが『享保名物帳』に記されている。『駿府政事録』によると大坂城の落城した翌々月の16日に京都から下坂が呼ばれ、被災した刀の焼き直しをさせたと記されている。その後本作は名古屋城に保存されたままとなったため、『名物帳』でも将軍家のものとする記載と尾張家のものとする記載に分かれた。
幕末に至り、1863年（文久3年）に第15代尾張藩主である徳川茂徳によって孝明天皇に献上された。それ以降は御物として扱われ、歴代天皇が相続した。いわゆる御由緒物の刀剣の多くは宮中祭祀などで役割を担っている。いわゆる御由緒物として取り扱われる本太刀は、1909年（明治42年）に公爵伊藤博邦から献上された相州行光の太刀（いわゆる御由緒物）とともに、毎年10月17日に実施される宮中での神嘗祭の際に使用されることとされている。上皇明仁の相続の際にはいわゆる御由緒物として相続税法第12条第1項第1号に規定する相続税の非課税財産として整理された。

## 作風

### 刀身
刃長（はちょう、刃部分の長さ）は68.78センチメートル、反り（切先から鎺元まで直線を引いて直線から棟が一番離れている長さ）は2.58センチメートル、茎反わずか、元幅3.18センチメートル、先幅2.36センチメートル、元重0.76センチメートル、先重0.67センチメートル、茎長17.27センチメートル、切先長3.48センチメートル。
造込（つくりこみ）は鎬造（しのぎつくり、平地<ひらじ>と鎬地<しのぎじ>を区切る稜線が刀身にあるもの）であり、棟は庵棟（いおりむね、刀を背面から断面で見た際に屋根の形に見える棟）である。切先（きっさき、刃の先端部分）は猪首切先（いくびきっさき、先幅は大きいが長さが短いこと））である。
鍛えは小板目（こいため、板材の表面のような文様のうち細かく詰まったもの）、刃文（はもん）は直刃に小乱（こみだれ、直刃の中に刃と地鉄の境目に互の目が混じっている）、互の目（ぐのめ、丸い碁石が連続したように規則的な丸みを帯びた刃文）が交じり、小足が入る。茎（なかご、柄に収まる手に持つ部分）は大磨上、茎尻（なかごじり）は栗尻（くりじり、栗の様にカーブがかっていること）、目釘穴は一つで、その下に吉光と切られた額銘が佩表に入る。表裏に棒樋が入る。

## 同名の日本刀
他にも、源清麿によって江戸時代末期に作刀された刀を示すこともある。